# Natação no Campeonato Europeu de Esportes Aquáticos de 2014 - 200 m peito masculino
A prova dos 200 metros peito masculino da natação no Campeonato Europeu de Esportes Aquáticos de 2014 ocorreu nos dias 20 e 21 de agosto em Berlim, na Alemanha. 

## Calendário
| Fase          | Data         | Hora  |
| ------------- | ------------ | ----- |
| Eliminatórias | 20 de agosto | 10:07 |
| Semifinal     | 20 de agosto | 18:27 |
| Final         | 21 de agosto | 18:46 |

Todos os horários estão no horário local (UTC+1)

## Recordes
Antes desta competição, os recordes eram os seguintes:
| Recorde mundial       | Akihiro Yamaguchi | 2:07.01 | Gifu      | 15 de setembro de 2012 |
| Recorde europeu       | Dániel Gyurta     | 2:07.23 | Barcelona | 2 de agosto de 2013    |
| Recorde do campeonato | Dániel Gyurta     | 2:08.95 | Debrecen  | 24 de maio de 2012     |

Os seguintes novos recordes foram estabelecidos durante esta competição. 
| Data         | Prova | Nadadora   | Nacionalidade | Tempo   | Recordes              |
| ------------ | ----- | ---------- | ------------- | ------- | --------------------- |
| 21 de agosto | Final | Marco Koch | Alemanha      | 2:07.47 | Recorde do campeonato |

## Medalhistas
| Ouro             | Prata              | Bronze                 |
| Marco Koch (GER) | Ross Murdoch (GBR) | Giedrius Titenis (LTU) |

## Resultados

### Eliminatórias
Esses foram os resultados das eliminatórias. 
| Pos. | Bateria | Raia | Nadador              | Nacionalidade | Tempo   | Notas            |
| ---- | ------- | ---- | -------------------- | ------------- | ------- | ---------------- |
| 1    | 3       | 4    | Marco Koch           | Alemanha      | 2:09.11 | Q                |
| 2    | 4       | 5    | Andrew Willis        | Reino Unido   | 2:09.91 | Q                |
| 3    | 2       | 2    | Ilya Khomenko        | Rússia        | 2:10.78 | Q                |
| 4    | 4       | 4    | Ross Murdoch         | Reino Unido   | 2:11.15 | Q                |
| 5    | 2       | 5    | Giedrius Titenis     | Lituânia      | 2:11.83 | Q                |
| 6    | 4       | 7    | Kirill Prigoda       | Rússia        | 2:11.92 | Q                |
| 7    | 2       | 3    | Laurent Carnol       | Luxemburgo    | 2:12.34 | Q                |
| 8    | 3       | 5    | Adam Peaty           | Reino Unido   | 2:12.40 |                  |
| 9    | 3       | 3    | Luca Pizzini         | Itália        | 2:12.44 | Q                |
| 10   | 2       | 6    | Grigory Falko        | Rússia        | 2:12.47 |                  |
| 11   | 3       | 7    | Mikolaj Machnik      | Polónia       | 2:12.56 | Q                |
| 12   | 2       | 4    | Matti Mattsson       | Finlândia     | 2:12.75 | Q                |
| 13   | 4       | 3    | Alexander Palatov    | Rússia        | 2:13.14 |                  |
| 14   | 2       | 7    | Dmytro Oseledets     | Ucrânia       | 2:13.35 | Q                |
| 15   | 3       | 6    | Thomas Dahlia        | França        | 2:13.59 | Q                |
| 16   | 3       | 0    | Yannick Käser        | Suíça         | 2:13.87 | Q                |
| 17   | 4       | 2    | Erik Persson         | Suécia        | 2:13.90 | Q                |
| 18   | 4       | 1    | Melquíades Álvarez   | Espanha       | 2:14.10 | Q                |
| 19   | 3       | 2    | Quentin Coton        | França        | 2:14.21 | Q                |
| 20   | 4       | 8    | Igor Kozlovskij      | Lituânia      | 2:14.36 |                  |
| 21   | 2       | 9    | Jeremy Desplanches   | Suíça         | 2:14.47 |                  |
| 22   | 4       | 0    | Nicholas Quinn       | Irlanda       | 2:14.82 |                  |
| 23   | 1       | 3    | Christoph Meier      | Liechtenstein | 2:14.97 |                  |
| 24   | 3       | 8    | Valeriy Dymo         | Ucrânia       | 2:15.79 |                  |
| 25   | 1       | 7    | Sverre Næss          | Noruega       | 2:15.82 |                  |
| 26   | 1       | 1    | Bogdan Knežević      | Sérvia        | 2:16.03 | Recorde nacional |
| 27   | 3       | 1    | Carlos Almeida       | Portugal      | 2:16.10 |                  |
| 28   | 1       | 8    | Martin Allikvee      | Estónia       | 2:16.22 |                  |
| 29   | 3       | 9    | Patrik Schwarzenbach | Suíça         | 2:16.38 |                  |
| 30   | 1       | 5    | Martti Aljand        | Estónia       | 2:16.71 |                  |
| 31   | 1       | 6    | Irakli Bolkvadze     | Geórgia       | 2:16.84 |                  |
| 32   | 4       | 9    | Gal Nevo             | Israel        | 2:16.89 |                  |
| 33   | 4       | 6    | Tomáš Klobučník      | Eslováquia    | 2:17.25 |                  |
| 34   | 2       | 0    | Antonin Svěcený      | Chéquia       | 2:17.59 |                  |
| 35   | 1       | 4    | Jakub Maly           | Áustria       | 2:18.35 |                  |
| 36   | 1       | 2    | Alpkan Örnek         | Turquia       | 2:18.55 |                  |
| 37   | 2       | 8    | Maksym Shemberev     | Ucrânia       | 2:19.40 |                  |
| —    | 2       | 1    | Dan Sweeney          | Irlanda       |         | DSQ              |

### Semifinal
Esses foram os resultados das semifinais. 
Semifinal 1
| Pos. | Raia | Nadador        | Nacionalidade | Tempo   | Notas |
| ---- | ---- | -------------- | ------------- | ------- | ----- |
| 1    | 5    | Ross Murdoch   | Reino Unido   | 2:08.65 | Q     |
| 2    | 4    | Andrew Willis  | Reino Unido   | 2:08.93 | Q     |
| 3    | 6    | Luca Pizzini   | Itália        | 2:10.90 | Q     |
| 4    | 3    | Kirill Prigoda | Rússia        | 2:11.26 | Q     |
| 5    | 2    | Matti Mattsson | Finlândia     | 2:12.93 |       |
| 6    | 1    | Erik Persson   | Suécia        | 2:13.09 |       |
| 7    | 7    | Thomas Dahlia  | França        | 2:13.29 |       |
| 8    | 8    | Quentin Coton  | França        | 2:13.61 |       |

Semifinal 2
| Pos. | Raia | Nadador            | Nacionalidade | Tempo   | Notas |
| ---- | ---- | ------------------ | ------------- | ------- | ----- |
| 1    | 4    | Marco Koch         | Alemanha      | 2:08.83 | Q     |
| 2    | 5    | Ilya Khomenko      | Rússia        | 2:10.00 | Q     |
| 3    | 3    | Giedrius Titenis   | Lituânia      | 2:10.05 | Q     |
| 4    | 6    | Laurent Carnol     | Luxemburgo    | 2:11.89 | Q     |
| 5    | 7    | Dmytro Oseledets   | Ucrânia       | 2:12.27 |       |
| 6    | 2    | Mikolaj Machnik    | Polónia       | 2:12.98 |       |
| 7    | 8    | Melquíades Álvarez | Espanha       | 2:14.62 |       |
| 8    | 1    | Yannick Käser      | Suíça         | 2:14.67 |       |

### Final
Esse foi o resultado da final. 
| Pos.              | Raia | Nadador          | Nacionalidade | Tempo   | Notas                 |
| ----------------- | ---- | ---------------- | ------------- | ------- | --------------------- |
| Medalha de ouro   | 5    | Marco Koch       | Alemanha      | 2:07.47 | Recorde do campeonato |
| Medalha de prata  | 4    | Ross Murdoch     | Reino Unido   | 2:07.77 |                       |
| Medalha de bronze | 2    | Giedrius Titenis | Lituânia      | 2:08.93 |                       |
| 4                 | 3    | Andrew Willis    | Reino Unido   | 2:09.19 |                       |
| 5                 | 6    | Ilya Khomenko    | Rússia        | 2:10.36 |                       |
| 6                 | 7    | Luca Pizzini     | Itália        | 2:10.93 |                       |
| 7                 | 8    | Laurent Carnol   | Luxemburgo    | 2:12.50 |                       |
| 8                 | 1    | Kirill Prigoda   | Rússia        | 2:12.96 |                       |

Legenda
| Recorde mundial       | Recorde mundial (World record)               |                       | Recorde africano                      | Recorde africano (African) |                                           | Q | Classificado por posição (Qualified) |
| Recorde do campeonato | Recorde do campeonato (Championship record)  | Recorde da América    | Recorde da América (Americas)         | q                          | Classificado por melhor tempo (Qualified) |   |                                      |
| Melhor marca do ano   | Melhor marca do ano (World leading)          | Recorde asiático      | Recorde asiático (Asian)              | DNS                        | Não largou (Did not start)                |   |                                      |
| Recorde nacional      | Recorde nacional (National record)           | Recorde europeu       | Recorde europeu (European)            | DNF                        | Não terminou (Did not finish)             |   |                                      |
| Recorde pessoal       | Recorde pessoal do atleta (Personal best)    | Recorde da Oceania    | Recorde da Oceania (Oceania)          | DSQ / DQ                   | Desclassificado (Disqualified)            |   |                                      |
| Recorde da temporada  | Recorde da temporada do atleta (Season best) | Recorde sul-americano | Recorde sul-americano (South America) | NM                         | Sem marca (No mark)                       |   |                                      |